# جاي مينر
جاي مينر (بالإنجليزية: Jay Miner)‏ هو شخصية أعمال وعالم حاسوب ومخترع أمريكي، ولد في 31 مايو 1932 في بريسكوت في الولايات المتحدة، وتوفي في 20 يونيو 1994 في ماونتن فيو في الولايات المتحدة بسبب قصور كلوي.

## وصلات خارجية
- جاي مينر على موقع إن إن دي بي (الإنجليزية)